# Abrams P-1 Explorer
El Abrams P-1 Explorer fue un prototipo de avión estadounidense cuya función era el estudio y la realización de reconocimientos fotográficos que voló por primera vez en noviembre de 1937. Fue diseñado por el pionero en el estudio aéreo Talbert Abrams, cuyo trabajo fue diseñar un avión estable con una excelente visibilidad para poder realizar el trabajo para el que fue concebido. Además, Abrams fue uno de los pioneros de la fotografía aérea, ya que se dedicó a este cometido durante la Primera Guerra Mundial. Tras la guerra fundó las aerolíneas ABC, pilotando un Curtiss JN-4 ``Jenny´´. Luego, en 1923, Abrams fundó una compañía homónima dedicada al estudio aeronáutico experimental y, en 1937, hizo lo propio con la ya definitiva Abrams Aircraft Corporation, para comenzar a construir los P-1, especializados en la materia de la fotografía aérea.

## Diseño
El motor frontal estándar que existía en aquella época daba algunos problemas que impedían que se realizaran las fotos. Aunque el avión fue creado para ser bastante ágil en el aire pero a la vez muy estable (para poder realizar correctamente las fotografías), surgieron errores que retardaron el avance del proyecto, como el hecho de que el aceite del motor se filtraba y tapaba las lentes de la cámara, o que su planta motriz era muy ruidosa y dificultaba la conversación entre la tripulación.
Para solucionar estos inconvenientes, el diseñador del Explorer decidió que los planos tuvieran mayor envergadura y que el motor se situara en la parte trasera del aparato, de tal manera que no manchara la cámara. Así que finalmente, Abrams contrató a los ingenieros Kenneth Ronan y Andrew Kunzul para llevar a cabo el proyecto.
Ronan y Kunzul construyeron el avión en un hangar de reparación del aeródromo de Marshall, en Michigan, donde tras diez meses de trabajo consiguieron un avión capaz de hacer la fotografía aérea más eficiente y económica.

## Variaciones
En un principio, el avión iba a ser impulsado por un motor de 250 kW. y dos palas, pero tras la decisión de montar la planta motriz en la parte trasera del fuselaje se optó por uno de 450 kW. con una hélice de tres palas. Ted Ronan pensó que el hecho de aumentar la potencia atraería a un comprador.
Abrams ideó también una versión presurizada del P-1, llamada PC-4, que no llegó a construirse. El Abrams P-1 Explorer volaba equipado con una cámara de tipo C-3 de la compañía Abrams Instrument Corporation, que era capaz de hacer en torno a 650 fotos por vuelo.
La Segunda Guerra Mundial interrumpió los trabajos, siendo el avión almacenado, y al fin de esta, se encontraba ya totalmente obsoleto, por lo que fue donado al National Air and Space Museum en 1948, donde permanece aún hoy a la espera de una restauración.

## Especificaciones

### Características generales
- Tripulación: 1 piloto
- Capacidad: 1 observador
- Longitud: 8,3 m (27,2 ft)
- Envergadura: 11,7 m (38,4 ft)
- Altura: 1,9 m (6,2 ft)
- Superficie alar: 18,6 m² (200 ft²)
- Peso vacío: 2100 kg (4628,4 lb)
- Peso máximo al despegue: 3400 kg (7493,6 lb)
- Planta motriz: 1× Motor Radial Wright R-975E refrigerado por aire.
  - Potencia: 272 kW (375 HP; 370 CV)

### Rendimiento
- Velocidad máxima operativa (Vno): 322 km/h (200 MPH; 174 kt)
- Velocidad crucero (Vc): 282 km/h (175 MPH; 152 kt)
- Alcance: 2 horas 40 minutos
- Radio de acción: 1931 m (6335 ft)
- Techo de vuelo: 6096 m (20 000 ft)
- Régimen de ascenso: 7,1 m/s (1398 ft/min)

## Citas
1. Grey, C.G. Jane's All the World's Aircraft 1938. David & Charles. ISBN 0-7153-5734-4.
2. Grey, C.G. Jane's All the World's Aircraft 1938. David & Charles. ISBN 0-7153-5734-4.
3. Grey, C.G. Jane's All the World's Aircraft 1938. David & Charles. ISBN 0-7153-5734-4.